# Кизил-Маяк
Кизи́л-Маяк (рос. Кызыл-Маяк, башк. Ҡыҙыл Маяк) — присілок у складі Куюргазинського району Башкортостану, Росія. Входить до складу Мурапталовської сільської ради.
Населення — 40 осіб (2010; 31 в 2002).
Національний склад:
- татари — 64%